# Aulus Sempronius Atratinus (tribun consulaire en -444)
Pour les articles homonymes, voir Sempronius Atratinus.
Aulus Sempronius Atratinus est un homme politique de la République romaine du Ve siècle av. J.-C.

## Famille
Il est membre de la gens Sempronia. Il est le fils d'Aulus Sempronius Atratinus, consul en 497 et 491 av. J.-C., et le frère de Lucius Sempronius Atratinus, consul suffect en 444 av. J.-C. et censeur en 443 av. J.-C. Il est probablement le père de Caius Sempronius Atratinus, consul en 423 av. J.-C.

## Biographie
En 444 av. J.-C., il est élu tribun militaire à pouvoir consulaire avec deux autres collègues. C'est la première fois que des tribuns militaires exercent à Rome le pouvoir consulaire et cette élection est rapidement contestée. Alors que les tribuns n'ont assuré que trois mois de mandat, leurs élections sont annulées pour vice de la procédure de prise des augures, un préalable obligatoire à la tenue des élections. Aulus Sempronius et ses collègues sont contraints de démissionner,.
Selon les auteurs antiques, les tribuns militaires sont remplacés par deux consuls suffecti, Lucius Papirius Mugillanus et Lucius Sempronius Atratinus, mais Tite-Live note que leurs noms n'apparaissent pas chez les premiers annalistes ni dans les registres des magistrats. Ils sont déduits d'une référence de Licinius Macer à propos du traité d'alliance qu'ils auraient renouvelé avec Ardea.